# 맨하탄 러브스토리
《맨하탄 러브스토리》(マンハッタンラブストーリー)는 일본 TBS에서 2003년 10월 9일부터 같은 해 12월 18일까지 매주 목요일 10시에 방영한 연속극이다.

## 개요
쿠도 칸쿠로가 각본을 쓰고 도이 노부히로가 감독을 맡았으며, 방송국과 인접해 있는 커피숍 '만하탄'(マンハッタン)을 무대로 펼쳐지는 다양한 남녀의 애정 관계를 그린 드라마이다. 최종회 시청률은 10.0%, 평균 시청률은 7.2%로 기록되었다.
주인공인 커피숍 주인의 독특한 성격과, 등장인물의 이니셜을 나타내는 알파벳 단위로 매회를 엮어 마치 추리 문제를 풀듯이 이어 가는 구성이 특징적이다.
하지만 많은 애청자들이 알다시피 구도 칸쿠로의 전성기의 재미있고 절묘한 스토리와 기막힌 편집 타이밍, 그리고 배경음악이 어우러진 훌륭한 드라마이다.

## 등장인물과 배역
- 커피숍 주인(주인공) 역 - 마츠오카 마사히로
- 커피숍 점원 가모 시노부 역 - 츠카모토 타카시

커피숍 손님들
- 택시 기사 아카바네 노부코 역 - 코이즈미 쿄코
- 방송 안무가 벳쇼 히데키 역 - 오이카와 미츠히로
- 방송 작가 치쿠라 마키 역 - 모리시타 아이코
- 아카바네 노부코의 동료 기사 이보리 역 - 오미 토시노리
- 성우 도이가키 사토시 역 - 마츠오 스즈키
- 아나운서 에모양 - 사카이 와카나

## 주제곡
- 라부라부 만핫탄 / ALIVE-LIFE